# Rollout (My Business)
Singles de Ludacris
Area Codes
(2001) Welcome to Atlanta
(2002)
Rollout (My Business) est une chanson du rappeur américain Ludacris sortie en 2001. C'est le second single (si on compte Area Codes prévu à l'origine pour la bande originale du film Rush Hour 2 en tant que premier single) de l'album Word of Mouf. Produit par Timbaland il s'est classé en 17e position du Billboard Hot 100.